# Dvärgigelknopp
Dvärgigelknopp (Sparganium natans L., ibland stavat Sparganium nutans) är en växtart i familjen kaveldunsväxter. 

## Habitat

### Kartor över utbredningsområdet
- Norden
- Norra halvklotet

## Biotop
Grunda vattensamlingar.

## Etymologi
- Igel är samma ord som i igelkott och betyder spets, tagg med avseende på blommans utseende som en taggig boll.
- Sparganium är en latiniserad diminutiv av grekiska σπαργανον (sparganon), som betyder band, linda. Förklaringen är oklar, men skulle eventuellt kunna syfta på de långa, platta bladen.
- Natans är latin för simmande, flytande. (Nutans är bara en stavningsvariant av samma ord.)
- Minimum är också latin, och betyder det allra minsta.

## Bygdemål
| Namn      | Trakt                  | Förklaring          | Referens |
| --------- | ---------------------- | ------------------- | -------- |
| Flotagras | Småland, Svenskfinland |                     | [ 1 ]    |
| Vattutåðå | Dalarna (Älvdalen)     | ð är tonande d. eth | [ 2 ]    |